# 陈先瑞
陈先瑞（1914年8月—1996年1月10日），中国人民解放军中将，1955年获一级八一勋章、一级独立自由勋章、一级解放勋章，1988年获一级红星功勋荣誉章。曾被毛泽东誉为红军的“陕南王”。其子陈辞曾任海口市委书记。